# Neuenhammer (Stolberg)

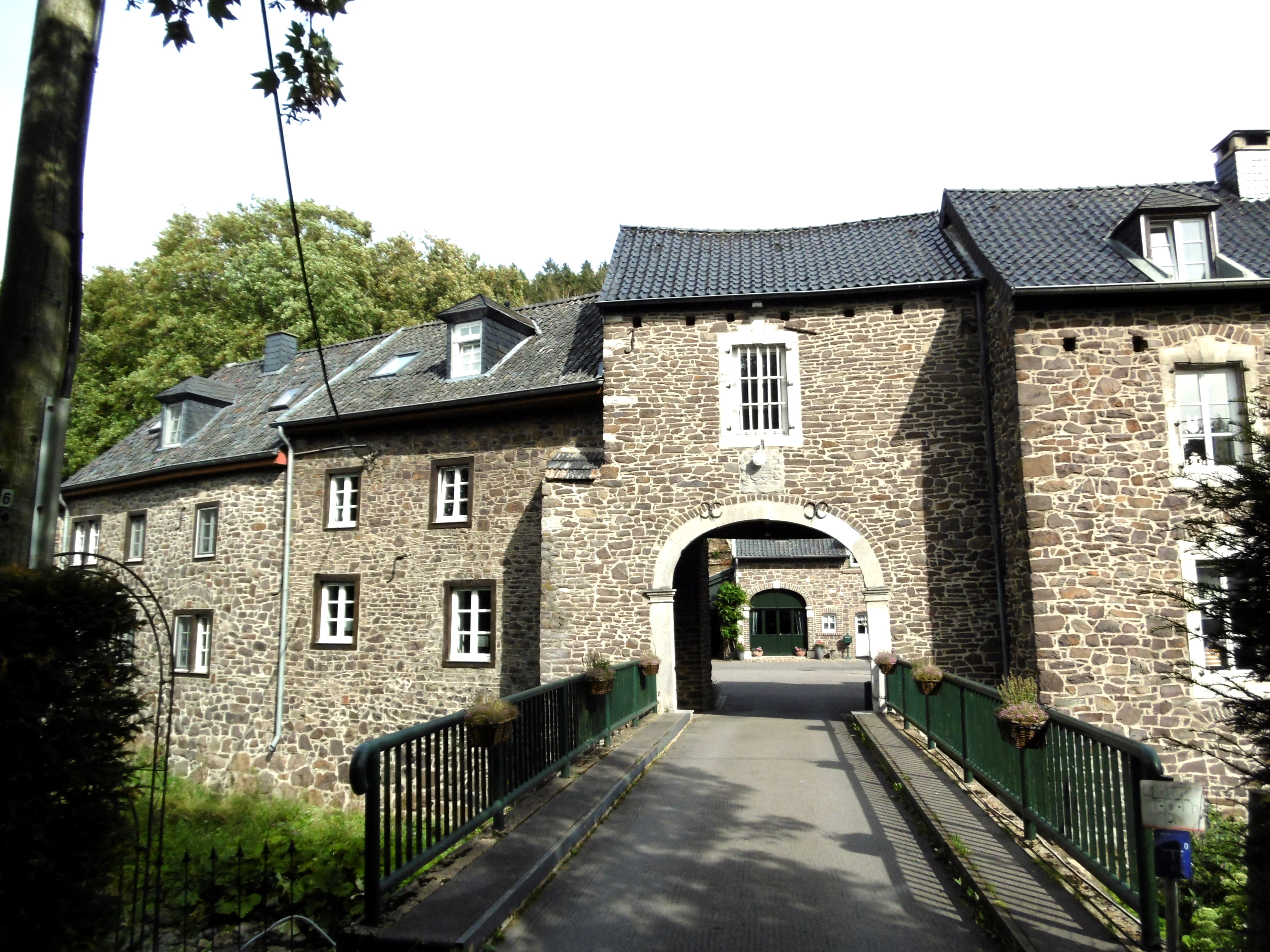
Neuenhammer, Vichtbrücke mit Torhaus und angrenzenden Gebäudeteilen

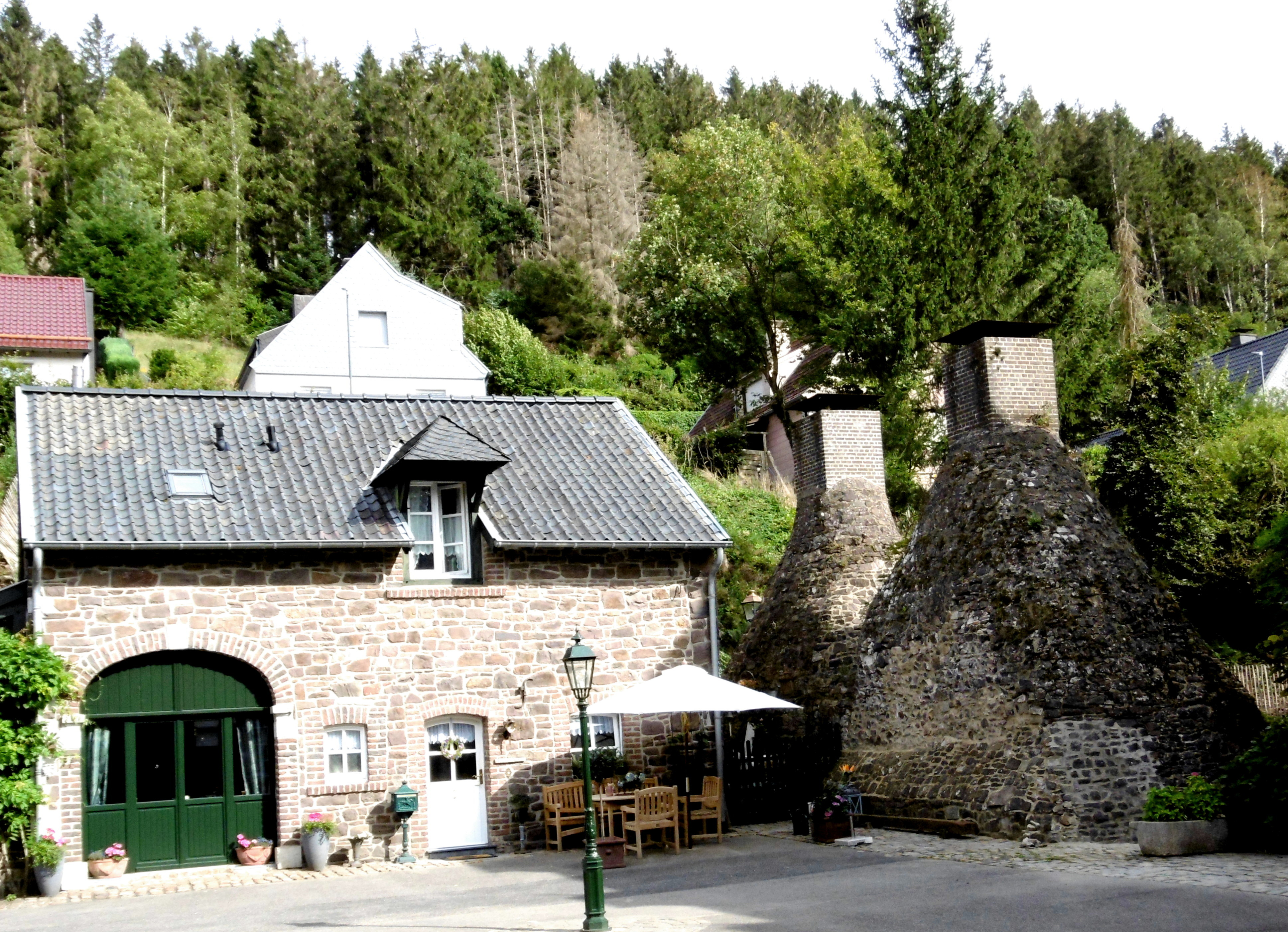
Innenhof mit Frühschmiedeöfen (auch Frischöfen genannt)

Neuenhammer war ein Reitwerk auf dem Gebiet der heutigen Stadt Stolberg (Rhld.) im Ortsteil Vicht in der Nähe des Platenhammers. Es wurde 1724 von den beiden Brüdern Leonhard Hoesch (1684–1761) und (Philipp) Wilhelm (1686–1756), Söhne des Wilhelm Hoesch (1642–1704) und der Margaretha Schardinel (1646–1724) sowie Enkel des ersten Reidemeisters der Familie Hoesch, Jeremias Hoesch, auf Platenhammer errichtet. Später wurde er von Leonhard noch mit Wohn- und Wirtschaftsgebäuden ergänzt und zusammen mit dem Reitwerk Platenhammer als erweiterte Hofanlage gemeinschaftlich betrieben.
Während der Platenhammer an die Nachkommen des Philipp Wilhelm vererbt wurde, ging der Neuenhammer auf den vierten Sohn von Ludolf, Jeremias VI. Hoesch (1737–1803) über. Dessen Sohn Leonhard Wilhelm Ludolf Hoesch (1784–1851) begann zwar noch als Reidemeister auf dem Neuenhammer, zog aber alsbald als Eisenfabrikant nach Wuppertal. Durch die Heirat seiner Schwester Elisabeth (1773–1824) mit dem Besitzer des Platenhammers, Philipp Wilhelm II. Hoesch (1766–1823), wurde der Neuenhammer gemeinsam mit dem Platenhammer noch bis etwa der Mitte des 18. Jahrhunderts betrieben und verwaltet.